# 上大郵通
上大郵通是「強訊郵通股份有限公司」的服務標章，一般通稱為「上大郵局」、「強訊郵通」、「民營郵局」、「上大郵政」、「上大物流」，為台灣第一家民間郵遞公司。創立於1993年（民國82年）的上大郵通，多次遭中華民國交通部以《郵政法》限制其郵遞業務，風光時期員工三千人。
1990年代起始（民國80年代初），台灣經濟起飛，郵政事務大增。在交通部郵政總局改制前，受限於《郵政法》之規定，郵政業務一向由郵政總局所專營；但隨著社會變遷、經濟自由發展的結果，自1992年（民國81年）開始逐漸有民營企業加入郵政業務之經營，打破郵政總局長期獨占市場之情況。但由於郵政總局為求保有郵政專營之優勢，在交通部100%轉投資成立中華郵政股份有限公司後，一方面打著市場自由化口號，不斷以降低價格、多角化經營來做市場競爭；另方面則祭出公權力，由交通部陸續對民營業者開罰，以打壓民營業者之經營。在中華郵政及交通部如此雙管齊下的做法下，對於郵政業務市場產生了汱弱留強的現象，使原本已經蓬勃發展的郵政業不得不進行市場整併，上大郵通成為市佔率最高之民間郵遞業者。
2003年業務部經理曾亦婕極力推動信函郵件轉由強訊郵通投遞，因而引發中華郵政依《郵政法》規定，中華郵政擁有法定專營權。2004年（民國93年）開始，中華郵政以違反《郵政法》為由控告上大郵通，中華民國交通部同時連續處罰上大郵通，罰鍰金額達新台幣2000萬元。為因應此一狀況，上大郵通一方面由法務黃彩鳳專員代表公司力抗對中華民國交通部提出訴願、行政訴訟等行政救濟(最高行政法院97.07.10.九十七年度裁字第3469號裁定)。另一方面仍以比郵局低廉價格從事印刷品郵件、小包、包裹及B TO B包裹派送等商業郵政事務，同時持續推動郵政自由化政策。
2012年11月5日，強訊郵通被離職員工投訴從同年6月開始欠薪，強訊郵通副總經理余卉卉回應：「我們現在正在做成本結構上的調整。預計11月底這個調整完畢之後，12月份薪資發放就能正常。」2013年1月17日，余卉卉證實，因不敵油電雙漲及同業競爭壓力，強訊郵通將於該月底結束營業，台灣中南部合作業者仍會繼續運作，但未來強訊郵通將無法提供郵遞平台投遞全國性郵件。
但上大郵通負面新聞不斷，諸如郵務士在深山丟包大量信件、或是郵務士私藏上千信件遭解僱等，商譽嚴重受損，造成消費者失去信心，交寄量大減，亦為上大郵通結束營業主因之一。
但最大主因則是董事長錯誤判斷的經營模式與股東經營權搶奪才是種下該公司倒閉因素，實為可惜。

## 外部連結
- 上大郵通